# Maotai
Maotai eller Moutai, som tillverkaren transkriberar namnet, är en sorts baijiu och troligen Kinas mest kända spritmärke. Drycken tillverkas av durra i den sydvästkinesiska provinsen Guizhou. Maotai, klassificerad som "sås-doftande" (kinesiska: 酱香?, pinyin: jiangxiang), kommer idag i flera, olika starka, versioner från den traditionella med 53 procent ner till en på 35 procent.

## Historia
Maotai har sitt namn efter köpingen Maotai, som hör till Renhuai i Guizhou-provinsen, där det först tillverkades. Orten har en lång historia av sprittillverkning, men spriten som den är känd idag kom till under Qingdynastin. Maotai uppmärksammades utanför Kina först vid den internationella Panamautställningen 1915 och har sedan dess vunnit över hundra internationella erkännanden.[källa behövs] Än mer känt i och utanför Kina blev Maotai när Kinas premiärminister Zhou Enlai skålade i det med Richard Nixon vid dennes Kinabesök 1972. Det är sedan länge ett av Kinas officiella statsbankettvin och bolaget som producerar det säger självt att det är en av världens tre mest kända spritsorter (tillsammans med skotsk whisky och fransk cognac). I Kina var Maotai, som 2006 producerades i närmare 4.000 ton/år, länge mycket exklusivt och tillverkades i betydligt mindre kvantitet än den mycket stora mängd oäkta/piratkopierade vara som förekommer.